# Cesare Emiliani
Cesare Emiliani (8 décembre 1922 à Bologne - 20 juillet 1995 à Palm Beach Gardens) est un scientifique américain d'origine italienne, géologue et micropaléontologiste du XXe siècle, fondateur de la paléocéanographie.

## Biographie
Cesare Emiliani a établi que les ères glaciaires des 500 000 dernières années forment un phénomène cyclique, ce qui permit d'appuyer l'hypothèse de Milanković, et de révolutionner l'histoire des océans et des glaciations.